# NGC 302
NGC 302 — звезда (возможно, не существующая) в созвездии Кит. Открыта в 1886 году Франком Муллером, работавшим в обсерватории имени Леандера Маккормика университета Вирджинии.
Этот объект входит в число перечисленных в оригинальной редакции «Нового общего каталога». Поскольку объектами каталога являются туманности и галактики, а в окрестностях NGC 301 таковых не обнаружено, объект должен быть одной из звёзд. Какая именно звезда была открыта Муллером точно не известно, однако, астрономом Гарольдом Корвином (Harold Corwin) был высказан аргумент, что указанные Муллером и подтверждённые Дрейером при издании каталога координаты верны.